# Різдво в Ефіопії
Різдво в Ефіопії, Ґенна (амх. ገና; Genna) — державне свято Ефіопії, що відзначається 7 січня. Особливістю ефіопського Різдва є традиційний хокейний матч, який здавна асоціюється зі святом. Вважається, що в ніч, коли народився Ісус, пастухи пасли свої стада.
Різдво в цій країні відзначається 7 січня такими церквами, як:
- Ефіопська православна церква Тевахедо;
- Ефіопсько-еритрейська євангельська церква;
- Ефіопська католицька церква.

Християни повинні постити 43 дні, що відомі як Цоме Небіят або Піст Пророків. Вони повинні утримуватися від щоденних продуктів та алкогольних напоїв. Люди носять одяг «нетела» і відвідують богослужіння вночі. У Лалібелі відбуваються паломництва до відомих храмів.

## Огляд

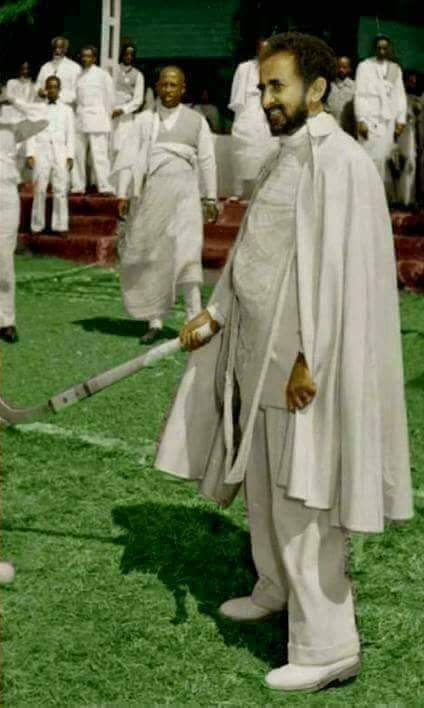
Хайле Селассіє займається традиційним видом спорту на Різдво.

Ефіопське Різдво, також зване Ґенна, святкується 7 січня як день народження Ісуса, поряд з Еритрейською та Коптською орієнтальними православною церквами. Його також відзначають протестантські та католицькі церкви країни. Однією з особливостей ефіопського Різдва є традиційна гра, схожа на хокей. Вважається, що ця гра була розроблена пастухами, які пасли свої стада в ніч, коли народився Ісус.
Ефіопські православні християни повинні постити протягом 43 днів, які також відомі як Цоме Небіят або Піст Пророків. Піст також містить утримання від усіх не скоромних продуктів і психоактивних речовин, включаючи алкоголь і м'ясо. Починаючи з 25 листопада, піст вважається «очищенням тіла від гріха» перед Ісусом Христом.

## Урочистості
На Різдво носять білий тонкий одяг з бавовни, який також називається «нетела». Напередодні Різдва ефіопські християни відвідують нічну церковну службу, яка зазвичай починається близько 6 години вечора і закінчується о 3 годині ночі. Люди оточують церкву і починають довгий хресний хід навколо церкви. Святкування — це спільний досвід та відданість вірі. Свято приваблює паломництво до відомих церков Лалібелі.

## Зауваження
1. ↑  У громадян Ефіопії Різдво не припадає на той самий день, що й у західних і більшості східних християн, хоча вони святкують його в одну дату — 25 грудня. Це тому, що Ефіопська православна церква Тевахедо та Ефіопська католицька церква використовують ефіопський календар, який ідентичний юліанському календарю, а не новоюліанський чи григоріанський календарі. З 1901 року юліанський календар відстає від григоріанського на 13 днів до 2100 року. Протягом цього періоду 25 грудня в юліанському календарі — Різдво для громадян Ефіопії — відповідає 7 січню наступного року в григоріанському календарі. У 2101 році юліанський календар відставатиме вже на 14 днів, як наслідок, Різдво Христове громадяни Ефіопії відзначатимуть 8 січня.